# Chiavarda
Con il termine chiavarda si identificano alcune varietà di dispositivi meccanici per il fissaggio di oggetti, simili ai bulloni, utilizzate sia nell'edilizia, che nelle costruzioni ferroviarie e navali. In alcuni tipi la filettatura è sostituita da una chiusura a bietta.

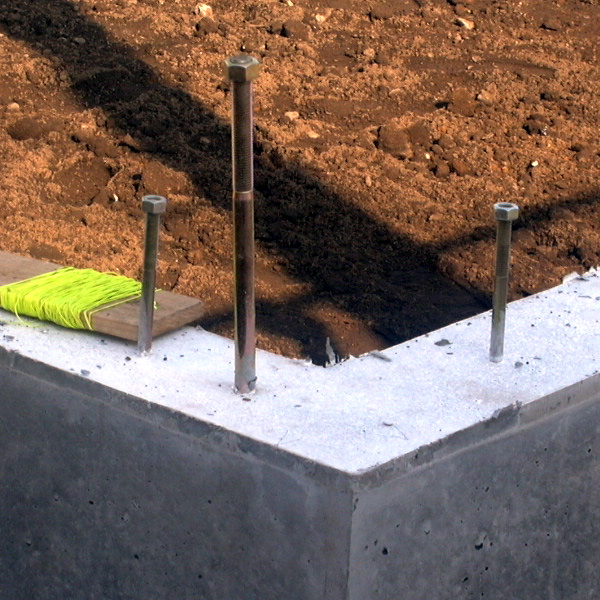
Chiavarda da fondazioni

Nell'edilizia, dove prende il nome di chiavarda da fondazioni, si tratta di bulloni affogati nel calcestruzzo aventi esposta la parte filettata
Nelle costruzioni navali si tratta di bulloni usati per fissare eventuali piastre corazzate allo strato esterno dello scafo, attraversando il fasciame e fissandosi tramite filettatura nella piastra stessa. Nel caso delle navi a vapore, venivano definite chiavarde per piastra di fondazione quelle che servivano a fissare sulla piastra di fondazione le parti che componevano la parte inferiore della macchina a vapore, ed erano incastrate, capovolte, nel legname o nel ferro fuso.

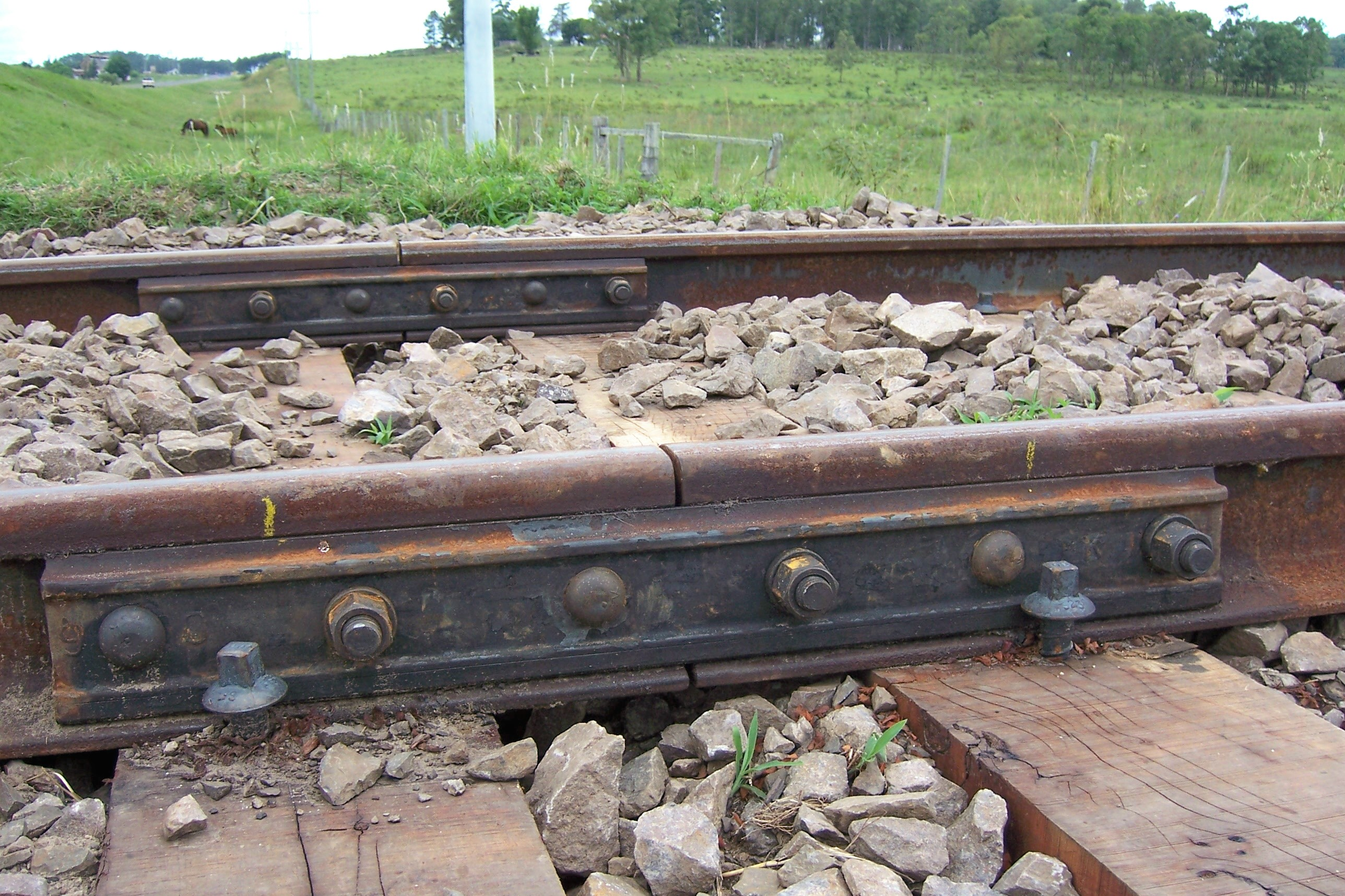
La giunzione di due rotaie tramite chiavarde e piastre metalliche

La chiavarda da rotaia è quella che si usa per fissare le giunzioni delle rotaie, è composto da una testa (spesso sagomata per evitare che ruoti), una parte liscia, che attraversa la sezione della rotaia, e infine la parte filettata su cui andrà a fissarsi il dado.
Pur essendo nell'italiano parlato molto più diffuso il quasi sinonimo bullone, da chiavarda derivano i termini inchiavardare e il meno diffuso chiavardare.